# المشتبح (لودر)

تعديل مصدري - تعديل

المشتبح هي إحدى قرى عزلة زارة بمديرية لودر التابعة لمحافظة أبين، بلغ تعداد سكانها 43 نسمة حسب تعداد اليمن لعام 2004.